# Francesca Woodman
Francesca Woodman (Denver, 3 de abril de 1958 - Nova Iorque, 19 de janeiro de 1981) foi uma fotógrafa norte-americana, filha dos artistas George Woodman e Betty Woodman.
Ficou famosa por seus trabalhos em preto e branco, nos quais utilizou a própria imagem ou a de amigos e conhecidos. Muitas das suas fotografias mostram jovens mulheres nuas, desfocadas (devido ao movimento e longos tempos de exposição), fundindo imagem e ambiente, quase todas com os rostos velados. Cometeu suicídio aos 22 anos de idade, fato que fez com que seu trabalho fosse ainda mais difundido pelo mundo.